# Uharica spet v logarnici
Povest Uharica spet v Logarnici je delo prekmurskega pisatelja Ferda Godine. Objavljena je bila v  zbirki Pravljica o Logarnici leta 1962. 

## Interpretacija
Na logarnici je bilo za Flokijem veliko žalovanje, veliko večje kakor za uharico. Pogrešali so ga ob vsakem koraku. niso vedeli, če bi se ta žalost kdaj končala, če ne bi nekega večera prišel Tonček z veselo novico. Marko je sedel na verandi in opazoval zahajanje sonca. Večeri na verandi so bili zanj najlepši. In ob takih večerih je mislil tudi na Natašo. Ugotovil je tudi, da ji ni pisal že več dni. Njegovo premišljevanje je zmotil Tonček, ki se je vrnil iz šole. Že od daleč je vpil, da je našel uharico. Zato je vstal in stekel Rozi povedati, da je Tonček našel uharico. Tudi Metka, ki je sedela pri štedilniku je zavrisnila od veselja. Tonček je povedal, da je uharica pred šumo na travniku. Da se je zamotala v motvoz. Hitro so vsi stekli tja, da jo rešijo, preden jo vrane in srake raztrgajo. Seveda so prišli pravočasno in so rešili uharico.

## Ostale proze iz zbirke Pravljica o Logarnici
- Pravljica o logarnici (1962) (COBISS),
- Škoda za zdravje, če se ljudje prepirajo (1962) (COBISS),
- V logarnico je prispel ponoči čuden gost (1962) (COBISS),
- Postal sem lovec na žabe (1962) (COBISS),
- Pri kačjih rožah v smrtni nevarnosti (1962) (COBISS),
- Lisice ne premotiš (1962) (COBISS),
- Razbila se je skleda z zlatim robom (1962) (COBISS),
- Strel, ki je prinesel nesrečo (1962) (COBISS),
- Mož s srečo na mehurčkih (1962) (COBISS),
- Lisico smo našli (1962) (COBISS),
- Uharica spet v logarnici (1962) (COBISS),
- Iskal sem moža s srečo na mehurčkih (1962) (COBISS),